# Fender Telecaster
Fender Telecaster är en elgitarr tillverkad av Fender Musical Instruments Corporation, designad av Leo Fender 1950 under namnet Broadcaster, och dessutom märkets första solida modell.
På grund av en namnkonflikt med Gretsch, som sålde ett trumset under namnet Broadcaster, ändrades namnet till Telecaster.
Under perioden mellan namnbytena såldes gitarren utan namndekal, därför kallas Telecasters från denna period för Nocasters.
Gitarren är känd för sin stora och mångsidiga förmåga att kunna användas till allt ifrån blues till punk och även countrymusik. Dock är den inte speciellt anpassad till metal eller hårdrock. En stor anledning till Telecasterns mångsidighet anses vara dess mikrofoner, vilka, ovanligt för tiden, är mycket distinkta ljudmässigt. Stallpickupen ger ett skarpt, nästan skärande ljud, delvis på grund av metallplattan pickupen sitter fast i. Det har spekulerats att det skarpa ljudet var för att kunna imitera en Lapsteel-gitarr. Som kontrast har halspickupen ett mörkt, lent ljud, bra för blues eller jazz.
Bruce Springsteen, Keith Richards och Francis Rossi är tre välkända användare av Fender Telecaster. Eric Clapton spelade en Telecaster i början av sin karriär med Yardbirds.  